# Hennie Kuijer
Hennie Kuijer (Ruinen, 22 mei 1946) is een Nederlandse radiopresentatrice bij de regionale omroep.
Na ooit gastvrouw te zijn geweest bij de VVV, kwam Kuijer bij Radio Drenthe in dienst. Daar werkte zij mee aan diverse radioprogramma's.
Zij presenteerde vanaf het begin in 1989 tot medio 2016, samen met haar collega Harm Dijkstra elke zaterdagmorgen live het Drentstalig radioprogramma Hemmeltied, dat vanaf diverse locaties wordt uitgezonden. Op 18 juni 2016 was er een speciale uitzending van Hemmeltied vanuit een lokaliteit in haar woonplaats Ruinen, omdat zij met pensioen ging.
Naast dit werk heeft zij in Ruinen een klein theatertje annex trommeltjesmuseum.
Ook verzorgt zij in wijde omgeving presentaties in de streektaal "mit varssies en vertellegies", zoals zij het zelf omschrijft. Bij deze presentaties zingt zij ook enkele, veelal door haar zelf geschreven liedjes, waarbij zij zichzelf begeleidt op de gitaar.